# Браслі (Луїзіана)
Браслі (англ. Brusly) — місто (англ. town) в США, в окрузі Вест-Батон-Руж штату Луїзіана. Населення — 2578 осіб (2020).

## Географія
Браслі розташоване за координатами 30°23′39″ пн. ш. 91°15′6″ зх. д. / 30.39417° пн. ш. 91.25167° зх. д. (30.394252, -91.251603).  За даними Бюро перепису населення США в 2010 році місто мало площу 5,73 км², уся площа — суходіл.

## Демографія
Згідно з переписом 2010 року, у місті мешкало 2589 осіб у 939 домогосподарствах у складі 709 родин. Густота населення становила 452 особи/км².  Було 989 помешкань (173/км²).
Расовий склад населення:
| - 74,3 % — білих - 23,8 % — чорних або афроамериканців - 0,2 % — азіатів - 0,1 % — корінних американців |

До двох чи більше рас належало 1,2 %. Частка іспаномовних становила 2,5 % від усіх жителів.
За віковим діапазоном населення розподілялося таким чином: 25,9 % — особи молодші 18 років, 61,7 % — особи у віці 18—64 років, 12,4 % — особи у віці 65 років та старші. Медіана віку мешканця становила 38,2 року. На 100 осіб жіночої статі у місті припадало 90,2 чоловіків;  на 100 жінок у віці від 18 років та старших — 87,0 чоловіків також старших 18 років.
Середній дохід на одне домашнє господарство  становив 86 808 доларів США (медіана — 80 403), а середній дохід на одну сім'ю — 94 916 доларів (медіана — 87 292). За межею бідності перебувало 14,0 % осіб, у тому числі 23,2 % дітей у віці до 18 років та 10,7 % осіб у віці 65 років та старших.
Цивільне працевлаштоване населення становило 1294 особи. Основні галузі зайнятості: освіта, охорона здоров'я та соціальна допомога — 22,7 %, виробництво — 19,0 %, науковці, спеціалісти, менеджери — 13,5 %.